# 안드레스 세고비아

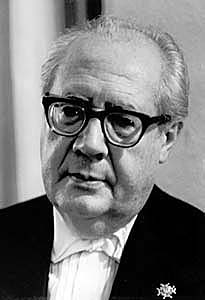
1963년의 세고비아

안드레스 세고비아 토레스(Andrés Segovia Torres, 1893년 2월 21일 ~ 1987년 6월 2일)는 스페인의 기타 연주가이다. 그라나다 음악학교에서 잠시 동안 공부하였을 뿐 거의 독학으로 기타의 권위자가 되었다. 16세 때 처음으로 그라나다에서 데뷔하여, 파리·남아메리카·뉴욕 등지에서 크게 이름을 떨쳤다. 20세기 기타음악의 르네상스를 가져온 선각자로서, 첼로의 파블로 카살스, 하프시코드의 완다 란도프스카와 함께 알려진 스페인 출신 대가이다. 
스페인 남부 안달루시아 지방에서 태어났으며, 독학으로 기타를 습득하여 에스파냐 전국에서 연주했고, 30세 때 파리에서 리사이틀을 가져 기타 음악의 진수를 유럽에 선보였다. 스페인 내전이 일어난 1936년 이후에는 프랑코 정권에 반대하여 미국에 건너가 활약하였다. 오늘날 세계 각국에서 뛰어난 기타 주자가 배출되고 있음은 세고비아의 출현으로 시작되었다고 해도 과언이 아니다. 마누엘 퐁세, 마리오 카스텔누오보-테데스코 등의 현대작곡가들이 기타를 위한 곡을 작곡한 것도 세고비아가 기타 음악을 보급한 이후이다. 현대 기타주법의 시조로 평가받는다. 요한 제바스티안 바흐, 장필리프 라모 등의 고전 명곡을 기타곡으로 편곡하여 예술적으로 연주함으로써 기타의 제일인자로 널리 알려져 있다.